# Broekhuizen (Overijssel)
Pour les articles homonymes, voir Broekhuizen.
Broekhuizen est un hameau situé dans la commune néerlandaise de Dalfsen, dans la province d'Overijssel.